# Maria Rich
Maria Rich (* 25. Juni 1973 in Gentofte) ist eine dänische Schauspielerin.

## Leben und Karriere
Maria Rich wuchs in Gentofte auf. Sie absolvierte ihre Schauspielausbildung von 1996 bis 1999 an der Staatlichen Theaterschule in Kopenhagen. Ihr Bühnendebüt als Darstellerin hatte sie im Jahr 2000 am Odense Teater. Sie stand in der Folgezeit an zahlreichen Theatern auf der Bühne, so auch am Königlichen Theater Kopenhagen oder am Regionaltheater Kolding, wo sie von 2007 bis 2015 als festes Ensemblemitglied engagiert war.
Seit 2000 steht Maria Rich als Schauspielerin vor der Kamera. Im Jahr 2002 wurde sie für ihre Rolle in der Tragikomödie Kleine Mißgeschicke (Originaltitel: Sma Ulykker) bei der Berlinale mit dem Shooting Star ausgezeichnet. Bislang wirkte sie in mehreren dänischen Filmen und Fernsehserien mit. Sie erhielt mehrere Auszeichnungen, so auch den Teaterpokalen.
Maria Rich ist seit 2005 mit einem Architekten verheiratet. Das Paar hat drei Söhne und lebt in Kopenhagen.

## Filmografie (Auswahl)
Filme
- 2002: Kleine Mißgeschicke (Små ulykker)
- 2003: Baby

Serien
- 2008: Sommer
- 2014: Banken
- 2019: Follow the money / Bedrag III
- 2022: Trom – Tödliche Klippen